# Zinneke Pis
 Zinneke Pis  (nid.) – rzeźba uliczna z brązu w centrum Brukseli, przedstawiająca naturalnej wielkości psa nierasowego sikającego na chodniku z uniesioną przy słupku tylną łapą. 
Figurka została stworzona w 1999 przez belgijskiego rzeźbiarza Toma Frantzena w duchu zwanze - unikalnej formy miejscowego humoru, charakteryzującego się absurdem oraz surrealizmem i mającego swe źródło w typowej dla Brukseli mieszance językowej. Zgodnie z zamysłem twórcy pies nie należący do konkretnej rasy symbolizuje wielokulturowość miasta. 
Znajdująca na  Rue des Chartreux/Kartuizersstraat rzeźba jest zainspirowana figurkami Manneken Pis (symbolu miasta) i Jeanneke Pis. W odróżnieniu od nich nie jest jednak elementem fontanny ani też nie jest okratowana. 
Słowo Zinneke pochodzi od nazwy rzeki Zenne, przepływającej przez Brukselę (nad brzegiem której zwykły gromadzić się porzucone psy) i w dialekcie  brukselskim języka niderlandzkiego oznacza (psa) mieszańca.